# Guts (álbum)
Guts (estilizado en mayúsculas) es el segundo álbum de estudio de la cantante y compositora estadounidense Olivia Rodrigo. Fue lanzado el 8 de septiembre de 2023, a través de Geffen Records. El álbum fue escrito por Rodrigo y el productor Dan Nigro, con colaboraciones en autoría de Julia Michaels y Amy Allen. Olivia concibió Guts como un intento para reflejar el proceso de madurez que ella experimentó al finalizar sus años de adolescencia.
Un proyecto pop sónicamente diverso, Guts destaca por ser un álbum de rock, a diferencia de su predecesor Sour (2021), que destacaba más por ser un álbum de baladas, utilizando una variación melódica de guitarra y batería proveniente de estilos de pop rock y alternativo de antaño. La mezcla de temas beligerantes con guitarra y baladas más sutiles genera un fondo sobre las narrativas de Rodrigo, centrándose en las aflicciones sucedidas durante la transición de la adolescencia a la adultez.
Aclamado universalmente por parte de la crítica especializada, Guts ha sido elogiado por la interpretación vocal, contenido lírico y producción, así como su complejidad y contenido estético. Críticos han notado la exploración de temas como identidad, desilusiones románticas y profesionales, fama inesperada y expectativas sociales sobre Rodrigo como una mujer joven a través de interpretaciones despreocupadamente humorísticas y emocionalmente frágiles.
Comercialmente, el álbum debutó en la cima de la lista Billboard 200 de Estados Unidos, siendo su segundo trabajo publicado en lograrlo. También debutó en el número uno en distintos países, incluidos Australia, Canadá, Irlanda, Nueva Zelanda y el Reino Unido. El sencillo principal del álbum, «Vampire», le dio a Rodrigo su tercer número uno en los Estados Unidos y en otros territorios, mientras que los sencillos subsecuentes, «Bad Idea Right?» y «Get Him Back!», se posicionaron en el Top 10 de diversas listas de popularidad internacionales. La edición deluxe fue lanzada el 22 de marzo de 2024, junto con el sencillo «Obsessed». Además, Guts recibió nominaciones en la 66.ª edición de los Premios Grammy para álbum del año y mejor álbum vocal pop. Para promocionarlo, Rodrigo se embarcaría en la gira Guts World Tour, iniciando en febrero de 2024.

## Antecedentes
El 21 de mayo de 2021, Olivia Rodrigo lanzó su álbum de estudio debut, Sour, con un gran éxito comercial. Producido por Dan Nigro, se convirtió en el álbum más reproducido de 2021 y le valió a Rodrigo tres premios Grammy, incluido el de mejor nuevo artista. Se embarcó en el Sour Tour, que consistió en 49 espectáculos en América del Norte y Europa, en la primavera de 2022. En agosto de 2021, Rodrigo reveló que su próximo disco «probablemente [sería] mucho más feliz» que su debut. Hablando con Billboard en febrero de 2022, confirmó que Nigro regresaría como productor y que tenía un título y «algunas canciones» listas. Rodrigo tenía como objetivo «hacer todo lo posible» antes de embarcarse en el Sour Tour. A fines de 2022, mientras revelaba su Spotify Wrapped, confirmó que se estaba preparando nueva música. El 8 de enero del 2023 publicó un clip que presentaba una pista de piano en su Instagram.
A principios de junio de 2023, el sitio web de Rodrigo se actualizó con una cuenta regresiva que finalizaría el 30 de junio, una fecha que ella también había adelantado a fines de mayo. El 13 de junio, Rodrigo anunció oficialmente el sencillo principal del álbum, «Vampire», cuyo lanzamiento está previsto para el 30 de junio, y reveló la portada del sencillo. El 20 de junio, reveló otro huevo de Pascua al dejar a sus fanáticos un saludo de correo de voz, que resultó ser la primera vista previa de «Vampire» y tocó un instrumental a base de piano. El 26 de junio de 2023, su tienda web reveló el título oficial del álbum, Guts, y su fecha de lanzamiento. Después de esto, Rodrigo publicó la portada y anunció oficialmente el álbum en las redes sociales.

## Concepción
En un comunicado, Rodrigo compartió que el álbum trata sobre «dolores de crecimiento» y descubrir quién es ella en este momento de su vida. Afirmó sentir que «creció 10 años entre los 18 y los 20 años», un proceso que describe como una parte natural del «crecimiento», que espera reflejar con el disco.
Rodrigo creó Guts a la edad de 19 años, mientras experimentaba «mucha confusión, errores, incomodidad y la angustia adolescente a la antigua». Descrito por ella como una «cápsula del tiempo», el disco abarca desde baladas «desgarradoras y cinematográficas» hasta canciones «juguetonas y despreocupadas». Rodrigo se abstuvo de escribir canciones durante seis meses después del lanzamiento de Sour, para poder «vivir una vida y escribir sobre eso». El trabajo en el álbum concluyó aproximadamente una semana antes del lanzamiento de «Vampire». En una entrevista con Zane Lowe para Apple Music, Rodrigo reveló que tenía el título en mente desde el momento en que estaba haciendo Sour. Fue influenciado por los «contextos interesantes» en los que notó que la gente usaba el término guts (en inglés): spill your guts, hate your guts («escupe tus entrañas, odia tus entrañas»).

## Música
El contenido musical de Guts abarca un rango diverso de estilos, desde delicadas baladas como «Lacy» a melodías con tintes retro de guitarra eléctrica como «Ballad of a Homeschooled Girl». La colaboración del productor Dan Nigro fungió un papel significativo en el desarrollo del álbum, otorgando retroalimentación constructiva y contribuyendo al sonido en general. Concorde a The A.V. Club, Guts presenta una mezcla de elementos musicales nostálgicos y contemporáneos, con el objetivo de expandir el interés por el álbum hacia una audiencia más amplia.
El género rock desempeña una influencia mayor que en el álbum predecesor, con elementos de emo, new wave, shoegaze, y rap rock utilizados en distintas canciones. El crítico de Los Angeles Times, Mikael Wood, indicó que Rodrigo y Nigro se muestran «cambiando tonadas de guitarras y sonidos de batería para otorgar a cada tema una característica diferente». Brian Hiatt de Rolling Stone y Craig Jenkins de Vulture lo clasificaron como un álbum de rock, argumentando que mantiene fuertemente una dirección dentro del género muy poco común para una celebridad pop como lo es Rodrigo.
En comparación con Sour, The A.V. Club identificó influencias musicales mucho más antiguas siendo empleadas, con Rodrigo «desenterrando el grunge y pop rock de los 90s e inicios de los 00s». Más aún del grunge y new wave, Jenkins menciona al power pop entre las tácticas de estilo de las baladas sentimentales y las pistas de rock alternativo. Paralelamente, Will Hodkingson de The Times aseguró que el álbum alterna «entre baladas sinceras a rock indie estridente». En «Vampire», se evoluciona de una tenue balada en piano a un poderoso desenlace de ópera rock.

### Letras
La lírica de Rodrigo a través del álbum se enfoca en la transición de la adolescencia a la adultez, abordando las luchas de identidad, romances, fama inesperada y expectativas sociales sobre Rodrigo como una mujer joven. Conforme a lo estipulado por Jenkins, la referencia a Joan Didion realizada en «All-American Bitch» introduce a un mundo de «normas sociales restrictivas y estándares de belleza», en los cuales Rodrigo navega a través durante el álbum mientras se encuentra en una búsqueda de «compañía significativa en un ámbito lleno de haraganes, mentirosos y arribistas».
Asemejando el concepto con Happier Than Ever (2021) de Billie Eilish, Wood observó como Rodrigo «entrelaza sus vivencias de desilusiones personales y profesionales con historias de traiciones románticas». Ella admira como rival a una «deslumbrante joven estrella» en «Lacy», con la que junto con «The Grudge» son interpretadas por Wood como «lo que parecen ser la relación rota con sus ídolos musicales», Gracie Abrams y Taylor Swift, respectivamente. Robert Christgau escribió que la «complicación definitoria» expuesta es «la extrema improbabilidad de conocer a alguien tan listo, decente, exitoso y gracioso como ella lo es en el circuito de su merecida fama que se abre hacia ella y se impregna en ella».
Las letras retratan también la manera en la que la generación de Rodrigo percibe y discute temas como el amor, desamor y autodescubrimiento. De manera general, Alex Barry de Clash consideró que la narrativa de Rodrigo está marcada por lírica compleja y verbosa entregada en un estilo de «canto en palabreo rápido». De acuerdo a Nick Levine de BBC, las canciones pop rock están «cargadas emocionalmente», y en las que se reflejan tanto la Generación Z como generaciones mayores. En los cortes de «Bad Idea Right?» y «Get Him Back!», se satiriza el comportamiento socioafectivo en la actualidad manejando un doble sentido y una expansión del humor «meramente insinuado» en Sour, en el que según Wood se pueden «percibir las bases actorales de la intérprete en las líneas con tono monótono perfecto que se intercambian entre gamas humorísticas». En «Ballad of a Homeschooled Girl», Rodrigo ofrece una vívida descripción de ansiedad social inspirada en las vivencias personales de ser educada en casa durante su adolescencia.

## Promoción y lanzamiento
Guts fue lanzado el 8 de septiembre de 2023 a través de CD, casete y plataformas de streaming musical, así como tres ediciones en caja. Los pedidos anticipados para el álbum comenzaron el 26 de junio de 2023. Los LP de vinilo, en varias variantes de colores, estarían disponibles exclusivamente en la tienda web de Rodrigo, Urban Outfitters, Walmart, Amazon o HMV. Una edición en CD y vinilo exclusiva de Target de Guts con una portada alternativa también estaría disponible en el momento del lanzamiento.
Después de dar indicios sobre una edición deluxe del álbum a inicios del 2024, Rodrigo anunció Guts (Spilled) durante la primera fecha en Chicago del Guts World Tour, el 19 de marzo. La nueva versión, lanzada el 22 de marzo de 2024, contendría cinco nuevos temas: las cuatro canciones exclusivas disponibles en cada uno de los vinilos, y un tema nuevo que Rodrigo grabó después del lanzamiento de la edición estándar.

### Portada
Fotografiada por Larissa Hofmann, la portada estándar de Guts muestra a Rodrigo recostada en un piso morado, mordiéndose el pulgar, mientras usa un vestido negro con volantes, un sostén color morado y lápiz labial escarlata, con cuatro anillos de letras que deletrean el título del álbum en sus dedos; sus uñas están pintadas con esmalte de uñas negro descascarillado. Al igual que su álbum debut Sour, el púrpura — en un tono más oscuro — vuelve a ser el color dominante en el material gráfico y promocional de Guts.
El diseño estético para la versión Guts (Spilled) es el mismo para el de la edición estándar con pequeños detalles modificados, tales como el color del sostén cambiando a rojo y una rotura de papel mostrándose sobre el rostro de Rodrigo, en la cual aparece escrito el título con un tipo de letra sans serif en color negro.

### Sencillos
«Vampire», el sencillo principal de Guts, se lanzó el 30 de junio de 2023 a través de plataformas de streaming musical, formato de 7 pulgadas y sencillo en CD; los dos últimos también cuentan con una versión de demostración de la canción. Un video musical que acompaña a la canción, dirigido por Petra Collins, se subió al canal de YouTube de Rodrigo simultáneamente con el lanzamiento del sencillo. La canción debutó en la cima del Billboard Hot 100 de Estados Unidos, convirtiéndose en su tercer número uno. También encabezó las listas en Australia, Canadá, Irlanda, Nueva Zelanda, y Reino Unido.
«Bad Idea Right?» fue anunciado como el segundo sencillo el 8 de agosto del 2023 a través de las redes sociales de Rodrigo para ser lanzado cuatro días después. La cantante indicó que el tema «mostraría la otra parte de Guts, la cual es más divertida y juguetona». Alcanzó posiciones dentro del Top 10 en Australia, Estados Unidos y el Reino Unido.
«Get Him Back!» fue elegido como tercer sencillo y sería enviado a radios italianas a partir del 15 de septiembre de 2023. El video musical del tema fue filmado con el iPhone 15 Pro Max, en colaboración con Apple, y estrenado el 12 de septiembre de 2023.fue top 10 en UK,Irlanda,Nueva Zelanda, Australia y Billboard Global 200. 
«Obsessed» fue lanzada el 22 de marzo de 2024 como el sencillo principal de la edición Spilled, y fungiendo como el cuarto de manera general de Guts. El tema fue interpretado en vivo semanas antes de su estreno, como parte del repertorio de su gira.Fue otro sencillo exitoso ya que fue top 10 en UK, y en la lista pop airplay,también fue top 15 en US,Canada,Irlanda,y 17 en el Billboard Global 200

### Mercadotecnia
El 1 de agosto de 2023, Rodrigo reveló la lista de canciones. Posteriormente, el 7 de septiembre de 2023 un tráiler para el álbum fue liberado, en el que se realizaba la parodia de un infomercial y contenía narración por parte del periodista retirado Mort Crim. En el video se revelaron cuatro temas adicionales, indicando la existencia de una versión deluxe. A su vez, un sitio web especial para el álbum fue creado, mientras que una experiencia pop-up en asociación con American Express y Spotify titulada «Guts Gallery» estuvo disponible del 8 al 10 de septiembre, localizada en el Meatpacking District de Nueva York y conteniendo tanto photo ops como mercancía exclusiva de Guts.
Rodrigo apareció en portadas de revista, tales como Vogue, Rolling Stone e Interview. De igual manera, interpretó los temas «Vampire» y «Get Him Back!» en Today y en los MTV Video Music Awards 2023. Un concierto exclusivo se realizó el 9 de octubre de 2023 en Los Angeles Theatre at Ace Hotel frente a 1,600 asistentes cuentahabientes de American Express, del que las ganancias recaudadas serían donadas a Fund 4 Good, la organización sin ánimo de lucro de la cantante. El recital contó con la participación de Dan Nigro para interpretar todos los temas del álbum, así como una sesión de preguntas y respuestas sobre la composición de cada canción y material inédito. Dicho concierto sería transmitido a través del canal oficial de YouTube de Rodrigo al siguiente día. La intérprete asistió como invitada en Jimmy Kimmel Live! el 24 de octubre para hablar sobre el álbum e interpretar «Ballad of a Homeschooled Girl» al terminar el episodio.
El 7 y 11 de diciembre de 2023, Rodrigo realizó apariciones en The Tonight Show Starring Jimmy Fallon y The Kelly Clarkson Show, respectivamente, mientras que el 9 de diciembre fue el acto musical del episodio en turno de Saturday Night Live, realizando interpretaciones de «Vampire» y «All-American Bitch». Al día siguiente, ejecutó versiones acústicas de «Love is Embarrasing», «Vampire», «Lacy» y «Making the Bed» en la serie Tiny Desk Concerts de NPR. La cantante presentaría música de Guts también en diciembre durante las ediciones 2023 de Jingle Ball por iHeartRadio en Los Ángeles y Nueva York. Durante ese mismo mes, fueron publicadas las presentaciones Vevo oficiales de «All-American Bitch», «Get Him Back!» y «Pretty Isn't Pretty».

### Gira
El 13 de septiembre de 2023, Rodrigo anunció su segunda gira de conciertos, Guts World Tour. Con 101 fechas programadas en América del Norte, Europa, Asia, Oceanía y América Latina, y encabezando múltiples festivales de música, la serie de espectáculos inició el 23 de febrero de 2024 en el recinto Acrisure Arena en Palm Desert, y está provisionalmente agendada para concluir un año después en el pabellón Co-op Live de Mánchester el 1 de julio de 2025.

#### Película de concierto
El 2 de octubre de 2024, Rodrigo anunció el lanzamiento de la película de concierto de la gira titulada Olivia Rodrigo: Guts World Tour, siendo filmada durante sus presentaciones el 20 y 21 de agosto de 2024 en el Intuit Dome. Fue estrenada el 29 de octubre del mismo año a través de Netflix.

### Guts: The Secret Tracks
Rodrigo reveló el 18 de octubre de 2023 que los cuatro temas «secretos» correspondientes a cada vinilo de ediciones limitadas del álbum serían compiladas como un EP. El nuevo vinilo exclusivo se encontraría limitadamente disponible el 24 de noviembre de 2023 a través de Third Man Records, coincidiendo con la fecha del Record Store Day (RSD) en Black Friday.
El miniálbum se posicionó como uno de los más vendidas en su plazo de disponibilidad, siendo el segundo vinilo más vendido durante el RSD de 2023 y debutando adicionalmente en la posición 200 del Billboard 200.

## Recepción crítica
Guts fue recibido con elogios generalizados de los críticos musicales. En Metacritic, que asigna una puntuación normalizada de 100 a las valoraciones de las publicaciones, el álbum obtuvo una puntuación media ponderada de 91 según 22 reseñas, lo que indica «aclamación universal»; siendo el proyecto mejor calificado de Rodrigo en dicho sitio web.
Rob Sheffield de Rolling Stone celebró al álbum denominándolo como un «clásico instantáneo», con algunos de los temas más «ambiciosos, íntimos y ruidosos hasta el momento» en la carrera de la intérprete. Jon Caramanica de The New York Times describió al álbum «tensamente conmovedor» y estéticamente «agitado», exhibiendo música que «pulsa con el brío de alguien que ha estado ajustadamente atado y que comienza a soltarse frenéticamente». Helen Brown de The Independient consideró el resultado «más sabio y más iracundo» que Sour. Contrariamente, en una crítica mixta para The Telegraph, Poppie Platt percibió a Guts en una continuación directa del predecesor con poco crecimiento lírico o musical.
Diversos críticos han resaltado el ingenio de la capacidad lírica de Rodrigo. Alexis Petridis de The Guardian reseñó al contenido lírico como «intenso e ingenioso». Ludovic Hunter-Tilney de Financial Times opinó que Guts es un álbum «pop inteligente post Taylor Swift» con «pop punk emo adyacente y baladas libres de rimbombancia». En la conclusión de reseña para AllMusic, Heather Phares enalteció al álbum como «una prueba enfática de que Rodrigo no sólo es 'buena' para un estándar adolescente — ella ha crecido convirtiéndose en una artista con demasiadas cosas por expresar, con la confianza y elocuencia para decirlas a su manera».
Numerosos críticos y publicaciones incluyeron a Guts en su ranking de fin de año de los mejores álbumes de 2023, a menudo dentro del top ten. La BBC definió al álbum como el más aclamado por la crítica de 2023.
| Medio/Crítico        | Categoría                                         | Puesto | Ref.    |
| -------------------- | ------------------------------------------------- | ------ | ------- |
| Billboard            | Los 50 mejores álbumes de 2023: lista de miembros | 1      | [ 102 ] |
| Consequence          | Los 50 mejores álbumes de 2023                    | 28     | [ 103 ] |
| Entertainment Weekly | Los 10 mejores álbumes de 2023                    | 4      | [ 104 ] |
| Los Angeles Times    | Los 20 mejores álbumes de 2023                    | 5      | [ 105 ] |
| The New York Times   | Los mejores álbumes del 2023 según Jon Caramanica | 11     | [ 106 ] |
| The New York Times   | Los mejores álbumes de 2023 según Jon Pareles     | 5      | [ 106 ] |
| The New York Times   | Los mejores álbumes de 2023 según Lindsay Zoladz  | 3      | [ 106 ] |
| The Sunday Times     | Los 20 mejores álbumes de 2023                    | 8      | [ 107 ] |
| NME                  | Los mejores álbumes de 2023                       | 2      | [ 108 ] |
| People               | El Top 10 álbumes de 2023                         | 1      | [ 109 ] |
| Pitchfork            | Los 50 mejores álbumes de 2023                    | 14     | [ 110 ] |
| Rolling Stone        | Los 100 mejores álbumes de 2023                   | 5      | [ 111 ] |
| Variety              | Los mejores álbumes de 2023                       | 4      | [ 112 ] |
| Vogue                | Los mejores álbumes de 2023                       | N/A    | [ 113 ] |

## Rendimiento comercial
Tras su lanzamiento, Guts se convirtió en el décimo álbum femenino con más reproducciones en un solo día en la historia de Spotify, con más de 60 millones de streams. Además, se consignó como número uno en consumo mundial y colocando todos sus temas en el Top 50 Global.

### América del Norte
Guts marcó el segundo álbum número uno de Rodrigo en los Estados Unidos. Debutó en la cima del Billboard 200 con 302 000 unidades equivalentes, la cuarta entrada más grande para un álbum en 2023 y con alrededor de 7 000 unidades más que en su álbum debut. 150 000 copias constituyeron las ventas puras en su primera semana, mientras que 199.59 millones de reproducciones bajo demanda fueron acumuladas. La cifra también se compone de 94 000 discos de vinilo en el mismo periodo, registrando la séptima mayor semana de ventas de vinilo en la historia desde que Luminate iniciara el conteo comercial de música en 1991. A su vez, Rodrigo se convirtió en la segunda artista femenina desde Ariana Grande en 2014 en debutar directamente a la primera posición con sus dos primeros álbumes. Los doce temas constituyentes del disco aparecieron simultáneamente en el Top 40 del Billboard Hot 100, y junto con las once pistas de Sour que también se colocaron dentro de las primeras cuarenta posiciones, acreditaron a Rodrigo en ser la primera artista de la historia en realizar dicha hazaña con tan sólo dos álbumes lanzados.

### Internacional
En el Reino Unido, el álbum debutó en el número uno en la lista Official Albums Chart con 60 300 unidades, obteniendo el segundo número uno de Rodrigo en el país y superando el estreno de Sour con aproximadamente 10 000 copias más. Además, Guts se convirtió en el cuarto álbum con el mejor debut en territorio británico durante el 2023 hasta ese entonces, excediendo en ventas a todo el Top 10 combinado durante su semana de lanzamiento. El álbum debutó en la cima del Offizielle Top 100 como el primer álbum número uno de Rodrigo en Alemania.
En Australia, el álbum llegó a la cima de la ARIA Albums Chart, su segundo número uno en el país, mientras que todos los temas debutaron en el Top 50 de la ARIA Singles Chart, con cuatro de ellos dentro de los diez primeros lugares y los sencillos «Vampire» y «Bad Idea Right?» en el Top 3. Similarmente, Guts entró en el puesto número uno de la lista de álbumes RMNZ de Nueva Zelanda, marcando nuevamente la primera posición y de manera consecutiva en su carrera, mientras que los doce temas emergieron simultáneamente en el Top 40 del país.

## Lista de canciones
| Guts - Edición estándar |                                 |                              |                                                |          |  |
| N.º                     | Título                          | Escritor(es)                 | Productor(es)                                  | Duración |  |
| 1.                      | «All-American Bitch»            | Olivia Rodrigo Dan Nigro     | Nigro                                          | 2:45     |  |
| 2.                      | «Bad Idea Right?»               | Rodrigo Nigro                | Nigro                                          | 3:04     |  |
| 3.                      | «Vampire»                       | Rodrigo Nigro                | Nigro                                          | 3:39     |  |
| 4.                      | «Lacy»                          | Rodrigo Nigro                | Nigro                                          | 2:57     |  |
| 5.                      | «Ballad of a Homeschooled Girl» | Rodrigo Nigro                | Nigro                                          | 3:23     |  |
| 6.                      | «Making the Bed»                | Rodrigo Nigro                | Nigro                                          | 3:18     |  |
| 7.                      | «Logical»                       | Rodrigo Nigro Julia Michaels | Nigro Ryan Lindvill [ a ]                      | 3:51     |  |
| 8.                      | «Get Him Back!»                 | Rodrigo Nigro                | Nigro Alexander 23 [ b ] Ian Kirkpatrick [ b ] | 3:31     |  |
| 9.                      | «Love is Embarrassing»          | Rodrigo Nigro                | Nigro                                          | 2:34     |  |
| 10.                     | «The Grudge»                    | Rodrigo Nigro                | Nigro Lindvill [ a ]                           | 3:09     |  |
| 11.                     | «Pretty Isn't Pretty»           | Rodrigo Nigro Amy Allen      | Nigro                                          | 3:19     |  |
| 12.                     | «Teenage Dream»                 | Rodrigo Nigro                | Nigro                                          | 3:42     |  |
| 39:12                   |                                 |                              |                                                |          |  |

| Guts (Spilled) - Edición deluxe |                         |                           |               |          |  |
| N.º                             | Título                  | Escritor(es)              | Productor(es) | Duración |  |
| 13.                             | «Obsessed»              | Rodrigo Annie Clark Nigro | Nigro         | 2:45     |  |
| 14.                             | «Girl I've Always Been» | Rodrigo Nigro             | Nigro         | 2:00     |  |
| 15.                             | «Scared Of My Guitar»   | Rodrigo Nigro             | Nigro         | 4:23     |  |
| 16.                             | «Stranger»              | Rodrigo Nigro             | Nigro         | 3:12     |  |
| 17.                             | «So American»           | Rodrigo Nigro             | Nigro         | 2:49     |  |
| 54:27                           |                         |                           |               |          |  |

| Guts - Edición exclusiva «G» de vinilo rojo |            |                     |               |          |  |
| N.º                                         | Título     | Escritor(es)        | Productor(es) | Duración |  |
| 13.                                         | «Obsessed» | Rodrigo Clark Nigro | Nigro         | 2:45     |  |
| 41:57                                       |            |                     |               |          |  |

| Guts - Edición exclusiva «U» de vinilo blanco |                       |               |               |          |  |
| N.º                                           | Título                | Escritor(es)  | Productor(es) | Duración |  |
| 13.                                           | «Scared of my Guitar» | Rodrigo Nigro | Nigro         | 4:15     |  |
| 43:27                                         |                       |               |               |          |  |

| Guts - Edición exclusiva «T» de vinilo azul |            |               |               |          |  |
| N.º                                         | Título     | Escritor(es)  | Productor(es) | Duración |  |
| 13.                                         | «Stranger» | Rodrigo Nigro | Nigro         | 3:12     |  |
| 42:24                                       |            |               |               |          |  |

| Guts - Edición exclusiva «S» de vinilo púrpura |                         |               |               |          |  |
| N.º                                            | Título                  | Escritor(es)  | Productor(es) | Duración |  |
| 13.                                            | «Girl I've Always Been» | Rodrigo Nigro | Nigro         | 2:00     |  |
| 41:12                                          |                         |               |               |          |  |

Notas
1. 1 2  Sirviendo como productor adicional.
2. 1 2  Sirviendo como coproductor.

- Todos los títulos están estilizados en minúsculas.

## Personal
Créditos adaptados de las notas de Guts.
- Olivia Rodrigo – composición, voz, coros (todas las canciones)
- Dan Nigro – ingeniería, producción vocal, coros (todas las canciones), guitarra acústica (1, 4, 5, 7–12), guitarra eléctrica (1–6, 8–12), bajo (1–4, 6, 8–10, 12), percusiones (1–3, 5, 8, 10–12), programación de batería (1–3, 5, 6, 8, 9, 11), sintetizadores (1, 4, 6–12), piano (3, 6–8, 10, 12), Juno-60, mellotron (3, 10–12), sintetizador moog (3), guitarras Nashville, batería (4), mezcla (8)
- Dave Schiffman – ingeniería (1, 5, 9)
- Jasmine Chen – ingeniería (1, 5)
- Sterling Laws – ingeniería (1, 2, 5, 12), batería (1–3, 5, 8, 11, 12)
- Sam Stewart – ingeniería (1, 2, 5, 12), guitarra acústica (1), guitarra eléctrica (1–3, 5, 9, 12)
- Austen Healey – asistente de ingeniería (1–4, 6, 7, 10–12)
- Ryan Linvill – bajo (1, 5, 10, 11), ingeniería , saxófono (6, 7, 10), guitarra acústica, sintetizador moog, sintetizadores (7, 10), coros (10)
- Mark Stent – mezcla (1, 2, 5, 9, 11)
- Matt Wolach – asistente de ingeniería de mezcla (1, 2, 5, 9, 11)
- Dan Viafore – ingeniería (2, 3, 11, 12)
- Michael Harris – ingeniería (3)
- Chris Kasych – ingeniería (3, 4, 7)
- Benjamin Romans – piano (3, 7)
- Paul Cartwright – violín, viola (3, 12)
- Serban Ghenea – mezcla (3, 6, 7)
- Bryce Bordone – asistente de ingeniería de mezcla (3, 6, 7)
- Dani Perez – ingeniería (4, 6)
- Chappell Roan – coros (4)
- Mitch McCarthy – mezcla (4, 10, 12)
- Erick Serna – guitarra eléctrica (5)
- Julia Michaels – composición (7)
- Alexander 23 – coproducción, ingeniería, slide de guitarra, batería, sintetizadores, bajo, coros (8)
- Ian Kirkpatrick – coproducción, ingeniería, sintetizadores, programación de batería (8)
- Garret Ray – batería (9)
- Amy Allen – composición (11)
- Derek Stein – violonchelo (12)
- Randy Merrill – masterización

Embalaje
- Larissa Hofmann – fotografía
- Christopher Simmonds – dirección creativa
- Daisy Chalfant – dirección de arte
- Greg Jackson – dirección de arte
- Danielle Goldberg – vestuario
- Clayton Hawkins – cabello
- Melissa Hernandez – maquillaje
- Thuy Nguyen – estilismo de uñas

## Premios y nominaciones
| Año  | Ceremonia de premiación  | Premio                    | Resultado | Ref.    |
| ---- | ------------------------ | ------------------------- | --------- | ------- |
| 2023 | LOS40 Music Awards       | Mejor álbum internacional | Nominado  | [ 127 ] |
| 2024 | Grammy Awards            | Álbum del año             | Nominado  | [ 128 ] |
| 2024 | Grammy Awards            | Mejor álbum vocal pop     | Nominado  | [ 128 ] |
| 2024 | Premios People's Choice  | Álbum del año             | Ganador   | [ 129 ] |
| 2024 | iHeartRadio Music Awards | Album pop del año         | Ganador   | [ 130 ] |

## Posicionamiento en listas
| Listas (2023-2024)                  | Mejor posición |
| ----------------------------------- | -------------- |
| Alemania (Offizielle Top 100)       | 1              |
| Argentina (CAPIF)                   | 1              |
| Australia (ARIA)                    | 1              |
| Austria (Ö3 Austria Top 40)         | 2              |
| Bélgica (Ultratop Flandes)          | 1              |
| Bélgica (Ultratop Valonia)          | 4              |
| Canadá (Billboard Canadian Albums)  | 1              |
| Croacia (International Albums HDU)  | 3              |
| Dinamarca (Hitlisten)               | 3              |
| Escocia (Scottish Albums Chart)     | 1              |
| Eslovaquia (ČNS IFPI)               | 3              |
| España (PROMUSICAE)                 | 1              |
| Estados Unidos (Billboard 200)      | 1              |
| Finlandia (Suomen virallinen lista) | 3              |
| Francia (SNPE)                      | 5              |
| Grecia (IFPI)                       | 9              |
| Hungría (MAHASZ)                    | 6              |
| Irlanda (OCC)                       | 1              |
| Islandia (Plötutíðind)              | 2              |
| Italia (FIMI)                       | 3              |
| Japón Hot (Billboard Japan)         | 31             |
| Japón (Oricon)                      | 29             |
| Lituania (AGATA)                    | 2              |
| Noruega (VG‑lista)                  | 1              |
| Nueva Zelanda (Recorded Music NZ)   | 1              |
| Países Bajos (Album Top 100)        | 1              |
| Polonia (ZPAV)                      | 2              |
| Portugal (AFP)                      | 1              |
| Reino Unido (UK Albums Chart)       | 1              |
| República Checa (ČNS IFPI)          | 2              |
| Suecia (Sverigetopplistan)          | 1              |
| Suiza (Schweizer Hitparade)         | 2              |

## Certificaciones
| País                                                                              | Organismo certificador | Certificación | Ventas certificadas | Ref.    |
| --------------------------------------------------------------------------------- | ---------------------- | ------------- | ------------------- | ------- |
| Australia                                                                         | ARIA                   | Oro           | 35 000‡             | [ 163 ] |
| Brasil                                                                            | Pro-Música Brasil      | Platino       | 40 000‡             | [ 164 ] |
| Canadá                                                                            | Music Canada           | Platino       | 80 000‡             | [ 165 ] |
| Dinamarca                                                                         | IFPI Danmark           | Oro           | 10 000‡             | [ 166 ] |
| España                                                                            | PROMUSICAE             | Platino       | 40 000‡             | [ 167 ] |
| Francia                                                                           | SNEP                   | Oro           | 50 000‡             | [ 168 ] |
| Italia                                                                            | FIMI                   | Oro           | 25 000‡             | [ 169 ] |
| México                                                                            | AMPROFON               | Oro           | 70 000‡             | [ 170 ] |
| Nueva Zelanda                                                                     | RMNZ                   | Platino       | 15 000‡             | [ 171 ] |
| Polonia                                                                           | ZPAV                   | Oro           | 10 000‡             | [ 172 ] |
| Portugal                                                                          | AFP                    | Oro           | 3 500‡              | [ 173 ] |
| Reino Unido                                                                       | BPI                    | Platino       | 300 000‡            | [ 174 ] |
| ‡ Unidades de venta + streaming estimadas con base a su respectiva certificación. |                        |               |                     |         |

## Historial de lanzamiento
| Región         | Fecha                    | Formato(s)                                      | Edición        | Discográfica      | Ref.            |
| -------------- | ------------------------ | ----------------------------------------------- | -------------- | ----------------- | --------------- |
| Varios         | 8 de septiembre de 2023  | Box set casete CD descarga digital streaming LP | Estándar       | Geffen            | [ 175 ] [ 176 ] |
| Estados Unidos | 8 de septiembre de 2023  | LP (Target exclusive opaque magenta)            | Estándar       | Interscope        | [ 177 ]         |
| Estados Unidos | 8 de septiembre de 2023  | LP (Urban Outfitters exclusive light pink)      | Estándar       | Geffen            | [ 178 ]         |
| Estados Unidos | 8 de septiembre de 2023  | LP (Amazon exclusive bright pink)               | Estándar       | Geffen            | [ n. 1 ]        |
| Estados Unidos | 8 de septiembre de 2023  | LP (Bright blue)                                | Estándar       | Geffen            | [ 179 ]         |
| Estados Unidos | 8 de septiembre de 2023  | LP (Indie store exclusive lavender)             | Estándar       | Geffen            | [ 180 ]         |
| Reino Unido    | 8 de septiembre de 2023  | LP (Indie store exclusive lavender)             | Estándar       | Polydor           | [ 181 ]         |
| Reino Unido    | 8 de septiembre de 2023  | CD (Purple)                                     | Estándar       | Polydor           | [ 182 ]         |
| Reino Unido    | 8 de septiembre de 2023  | LP (Black)                                      | Estándar       | Interscope        | [ 183 ]         |
| Estados Unidos | 14 de septiembre de 2023 | LP (Walmart exclusive transparent)              | Estándar       | Geffen            | [ 184 ]         |
| Varios         | 22 de marzo de 2024      | Descarga digital streaming                      | Spilled Deluxe | Geffen            | [ 185 ]         |
| Varios         | 19 de julio de 2024      | LP                                              | Spilled Deluxe | Interscope Geffen | [ 186 ]         |

Notas
1. ↑  Disponible en sitio oficial de Amazon.